# Majda Furlan
Majda Furlan (rojena Marčič), slovenska zdravnica in plastična kirurginja, * 1924, † 1973.
Med drugo svetovno vojno je bila aktivistka OF in članica KPS.